# Kelly Link
Kelly Link (1969) es una editora estadounidense y autora de cuentos. Muchas de sus historias podrían ser descritas como dentro del realismo mágico: una combinación de ciencia ficción, fantasía, horror, misterio, y realismo. Entre otros honores,  ha ganado un Premio Hugo, tres premios Nebula, y un Premio de Fantasía Mundial.
Link es licenciada de la Columbia University en Nueva York y el MFA programa de UNC Greensboro. 
Link y su marido Gavin Grant dirigen la editorial Small Beer Press, que coedita antologías de fantasía y terror que antes editaba Terri Windling. 
Link dio clases en Lenoir-Rhyne University en Hickory, Carolina del Norte, y dio talleres de escritura en Bardo, Nueva York; Brookdale University, Lincroft, Nueva Jersey; Cleveland, Brookline, Massachusetts; Clarion en Michigan State University; Clarion Oeste en Seattle, Washington;  y Universidad de Smith, cerca su casa en Northampton. Ha participado en el Instituto de Escritura de Verano de la Universidad de Massachusetts Amherst.

## Premios

### Libros
- Get In Trouble: 2016 Pulitzer (ficción), finalista.
- Monstruos Preciosos: 2008 Fantasía Mundial y Locus, finalista.[2]
- Magia para lectores: 2006 Locus Premio a mejor colección de cuentos.
- Las cosas más extrañas pasan: Salon Libro del Año, favorito de Village Voice (disponible aquí  como descarga libre, bajo licencia Creativo Commons)

### Cuentos (ganadores de premio)
- “El Juego de Choque y Recuperación”: 2016 Premio Theodore Sturgeon Memorial a Mejor Ficción Corta
- “Las personas del verano”: Premio Shirley Jackson 2011 a mejor Novela corta, 2013 Premio O. Henry a los mejores relatos
- "Monstruos preciosos": 2009 Locus a Mejor Novela corta
- "Magia para principiantes": 2005 Premio Nebula a Mejor Novela corta
- "El bolso de las hadas": 2005 Hugo y Premio Nebula a Mejor Novela corta, Locus ganadora de Premio
- "Animales de piedra": 2005 Cuentos americanos Mejores
- "El fantasma de Louise": 2001 Premio de Nebula a Mejor Novela corta
- "El gorro del especialista": 1999 Fantasía Mundial Premio
- "Viajes con la Reina de las Nieves": 1997 James Tiptree, Jr. Premio

La mayoría de estos relatos están publicados en español en la antología de la editorial Seix Barral titulada Magia para lectores (2011). 
Magia para principiantes (2021) y Pasan cosas más extrañas (2022) han sido editados en Argentina por Evaristo Editorial.